# クリス・キング (バスケットボール)
クリス・キング（Chris King、1969年7月24日 - ）は、アメリカ合衆国ノースカロライナ州出身のプロバスケットボール選手である。ポジションはフォワード・センター。203cm、104kg。

## 来歴
高校時代はノースカロライナ州歴代得点ランキング3位に入る記録を樹立。
1992年のNBAドラフトでシアトル・スーパーソニックスに全体18位（2巡目）指名を受け入団。
NBAでは3球団に所属し、さらに各国リーグを転戦。
2008年、日本の栃木ブレックスに入団。11ヶ国目でのプレーとなる。
同年、JBL2シーズン終了後退団。

## 経歴
Hobbton High School(1984-1988) - ウェイクフォレスト大学(1988-1992) - ウニカハ・マラガ（スペイン） 1992-1993) - シアトル・スーパーソニックス(1993-1994) - アリス・テッサロニキ（ギリシャ）(1994-1995) - バンクーバー・グリズリーズ(1995-1996) - カントゥ（イタリア）(1996-1997) - フエンラブラダ（スペイン）(1996-1997) - Gordon Gin（フィリピン）(1997-1998) - ロックフォード・ライトニング(1997-1998) - LaCrosse Bobcats（CBA）(1998-1999) - Ginebara San Miguel（フィリピン）(1998) - ロックフォード・ライトニング(1998-1999) - ユタ・ジャズ(1998-1999) - ナンシー（フランス）(1999-2000) - パリ（フランス）(1999-2000) - ル・マン（フランス）(2000-2002) - Maccabi Rishon（イスラエル）(2002-2003) - Hapoel Tel-Aviv（イスラエル）(2002-2003) - Entente Orleans（フランス）(2003-2004) - Sichuan Panda（中国）(2003-2004) - Gary Steelheads（CBA）(2003-2004) - D.Espanol Talca（チリ）(2004-2005) - Atletico Bigua（ウルグアイ）(2005-2006) - Rapid Bucuresti（ルーマニア）(2006-2007) - 栃木ブレックス(2008)